# Batin (Bulgarije)
Batin (Bulgaars: Батин) is een dorp in het noorden van Bulgarije, niet ver van de Roemeense grens. Het dorp maakt onderdeel uit van de gemeente Borovo in de oblast Roese en ligt 218 kilometer ten noordoosten van Sofia. Op 31 december 2019 telde het dorp 467 inwoners.

## Bevolking
In 2019 telde het dorp 467 inwoners, een daling vergeleken met het maximum van 1.736 personen in 1946.
|  |

Van de 596 inwoners reageerden er 591 op de optionele volkstelling van 2011. Zo’n 366 personen identificeerden zichzelf als Bulgaarse Turken (62%), gevolgd door 213 etnische Bulgaren (36%) en 10 Roma (2%).
| Etniciteit   | Aantal | %     |
| ------------ | ------ | ----- |
| Bulgaren     | 213    | 36%   |
| Turken       | 366    | 61,9% |
| Roma         | 10     | 1,7%  |
| Overig       | 2      | 0,3%  |
| Respondenten | 591    |       |

Batin · Borovo · Brestovitsa · Ekzarch Josif · Gorno Ablanovo · Obretenik · Volovo